# Baliestraat
Baliestraat is een straat in het historisch centrum van Brugge.

## Beschrijving
De naam Lange Baliestraat wordt vermeld in 1579. In 1884 werd de naam gewijzigd in Baliestraat, hoewel 'Lange Balie' nog steeds in de volksmond voortleeft, ook al omdat het inderdaad om een lange straat gaat. Ze loopt van de Lange Raamstraat tot aan de Sint-Clarastraat.
Karel Verschelde schreef de naam toe aan een huis dat die naam droeg of aan een balie of afsluiting die daar bestond. Die tweede verklaring verwijst naar een ruimere betekenis, namelijk Ter Balie, die een ganse wijk op de Sint-Gillisparochie besloeg en waar ongetwijfeld een balie stond. In 1478 al had de Excellente cronucke van Vlaenderen het over balies op verschillende plaatsen in de stad, als veiligheid aangebracht meestal bij steigers aan de reien. In 1552 had een tekst het over een houten balie aan de Vlamingbrug.
Het voornaamste gebouw in de Baliestraat is de Sint-Gilliskerk. Op de nummers 86 tot 90 vindt men de godshuizen Brooloos, Laris en Stochove. In 1459 richtte burgemeester Jacob Brooloos een stichting op om zeven huisjes te bouwen. Na een brand in 1475 werden er maar drie herbouwd. Drie andere werden datzelfde jaar gebouwd op last van Matthias Laris en in 1689 kwam er een zevende bij op kosten van het echtpaar Gasetta-Stochove. In 1917 werden de huisjes zwaar beschadigd door een geallieerde bom, maar werden na de oorlog hersteld.

## Externe link

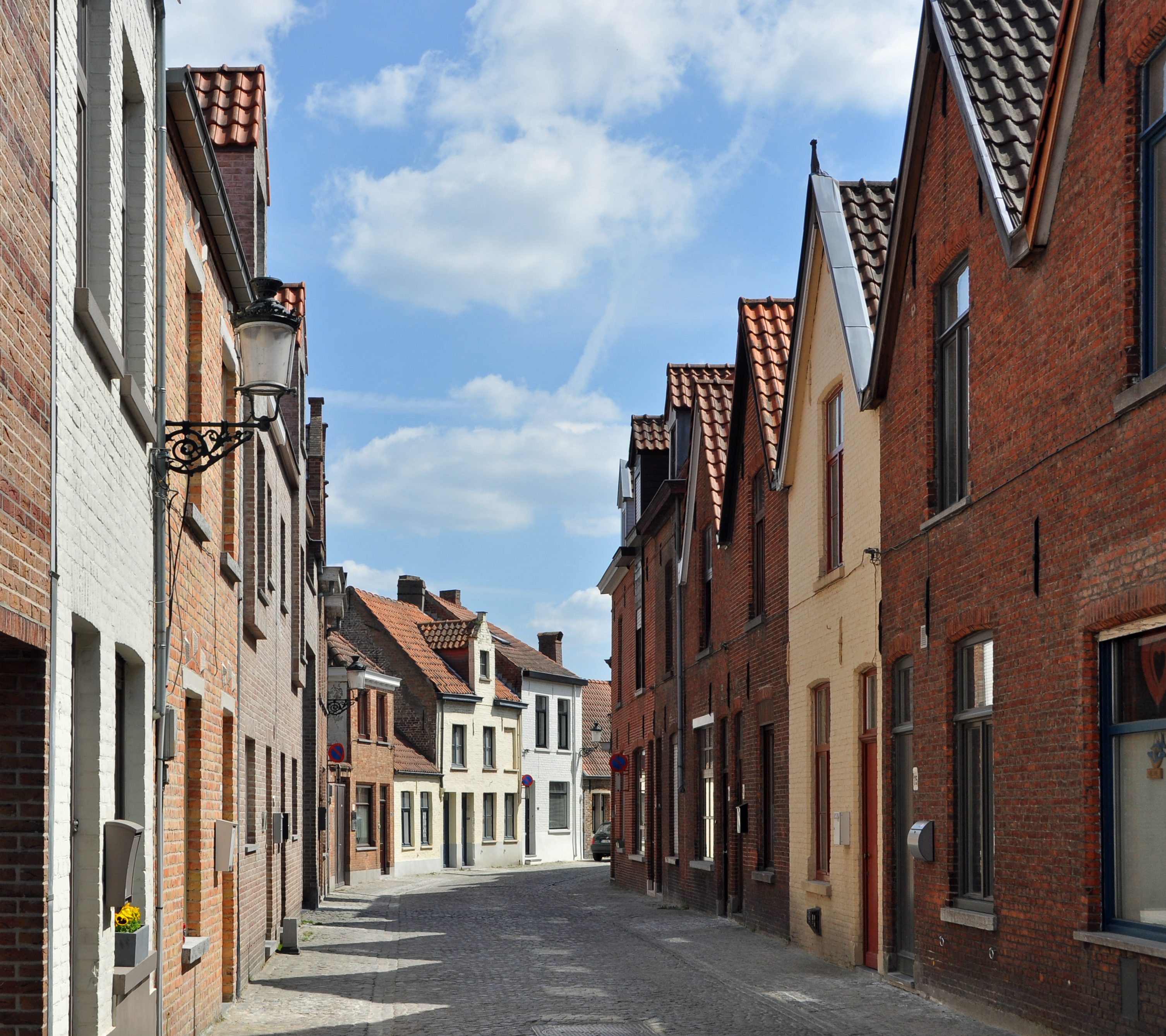
De Baliestraat vanuit de Sint-Clarastraat
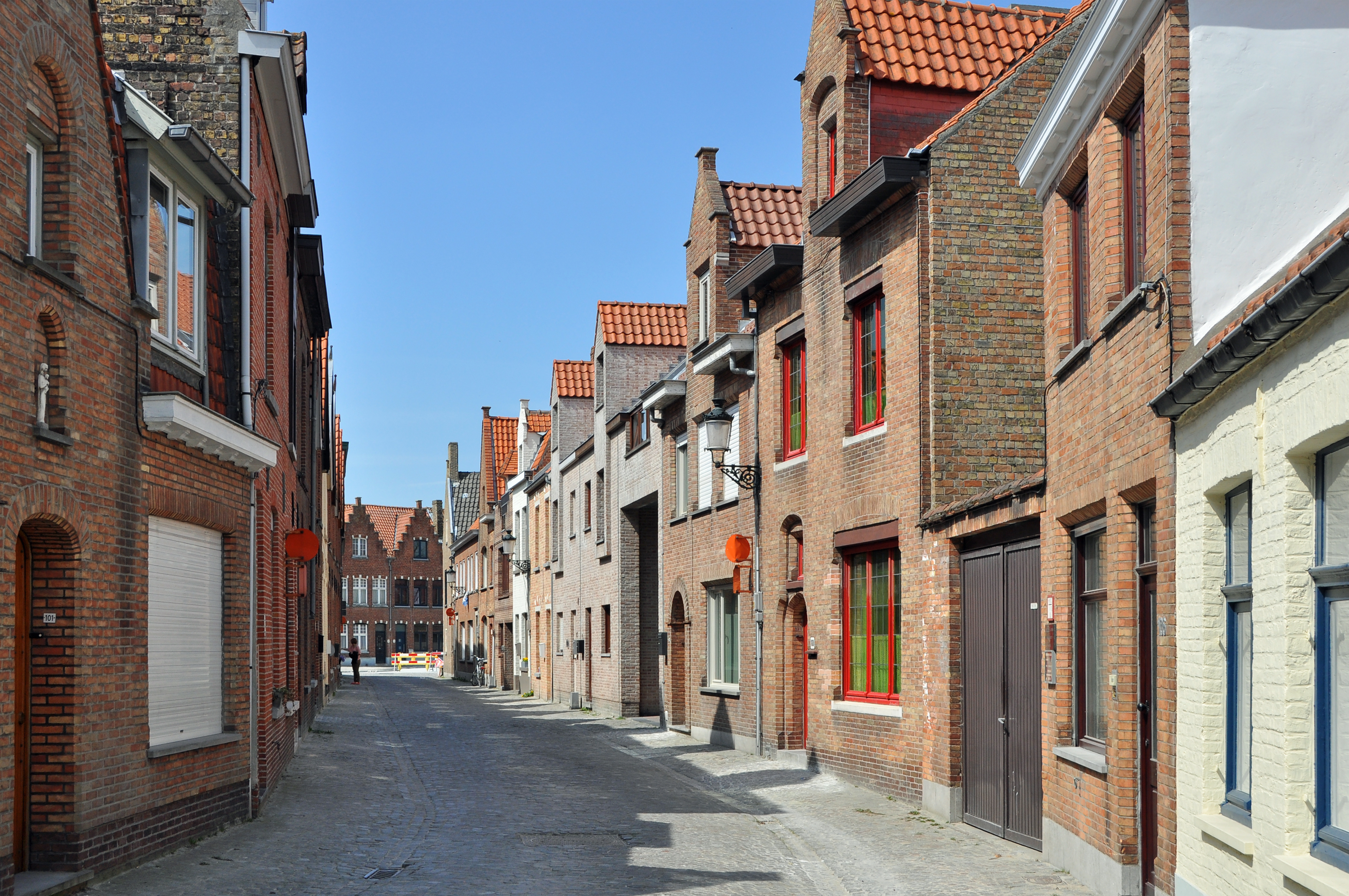
De Baliestraat in de richting van de Sint-Clarastraat
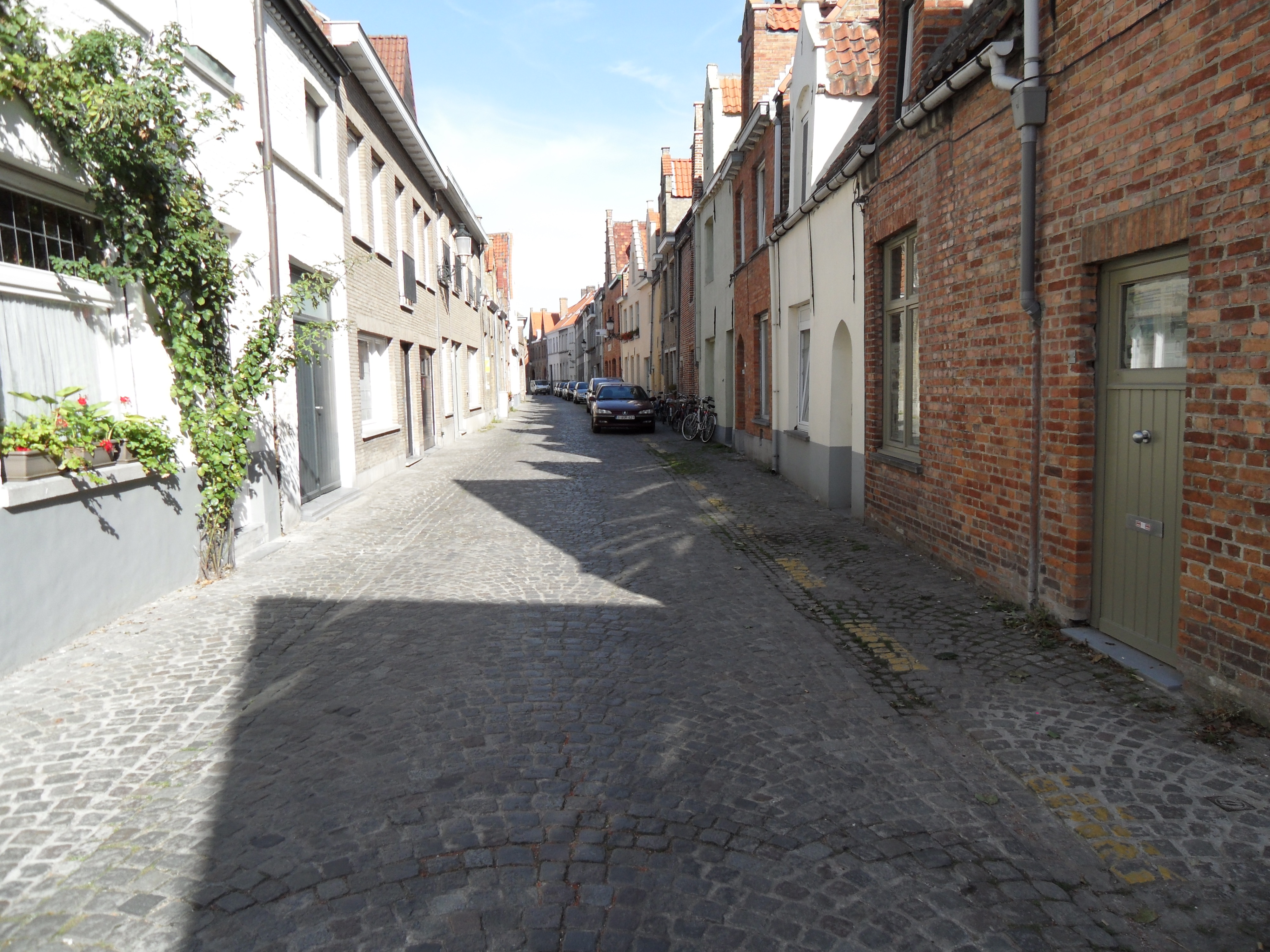
Een deel van de Baliestraat
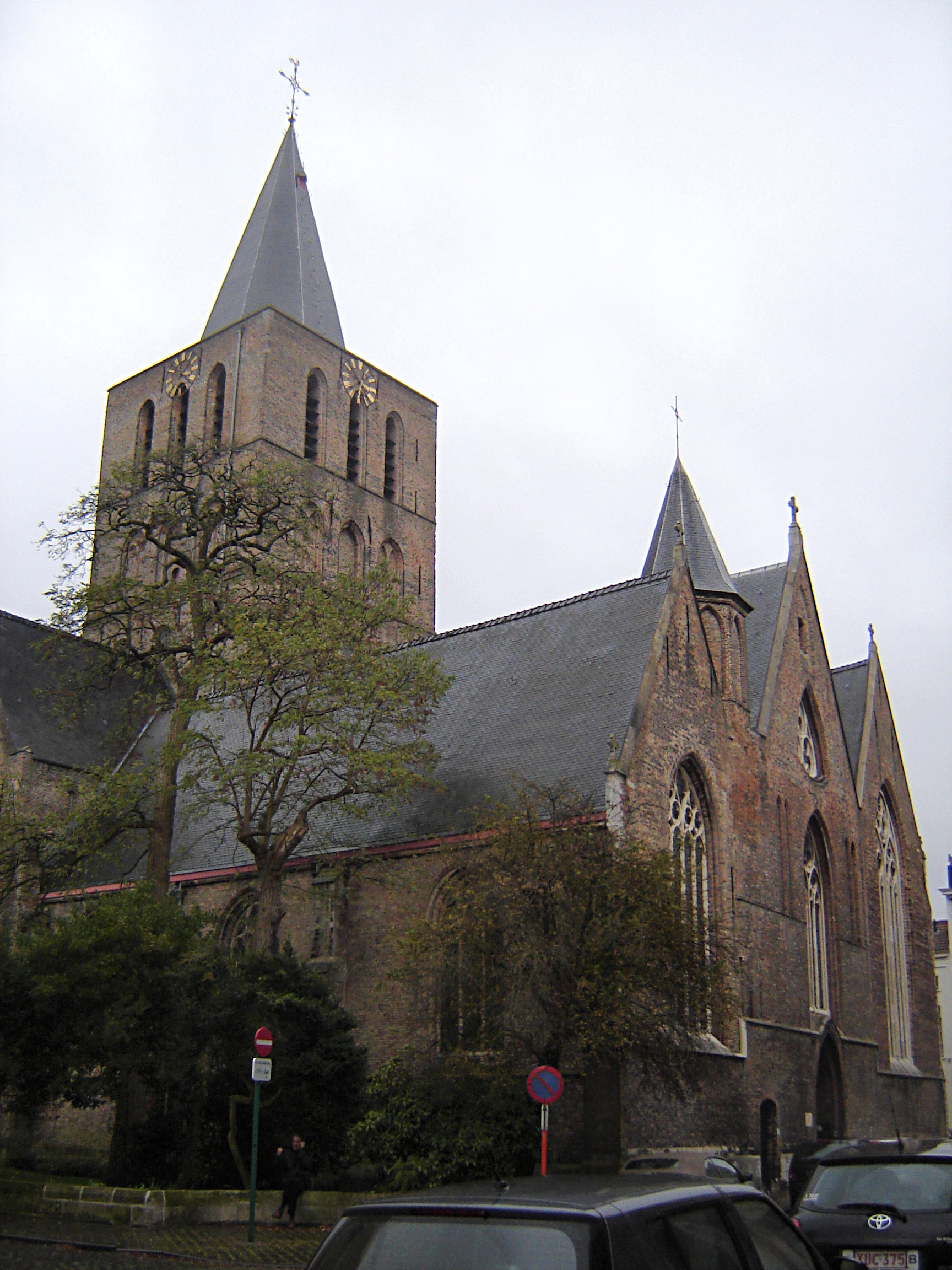
De Sint-Gilliskerk in de Baliestraat